# Bandy

Il campo di gioco

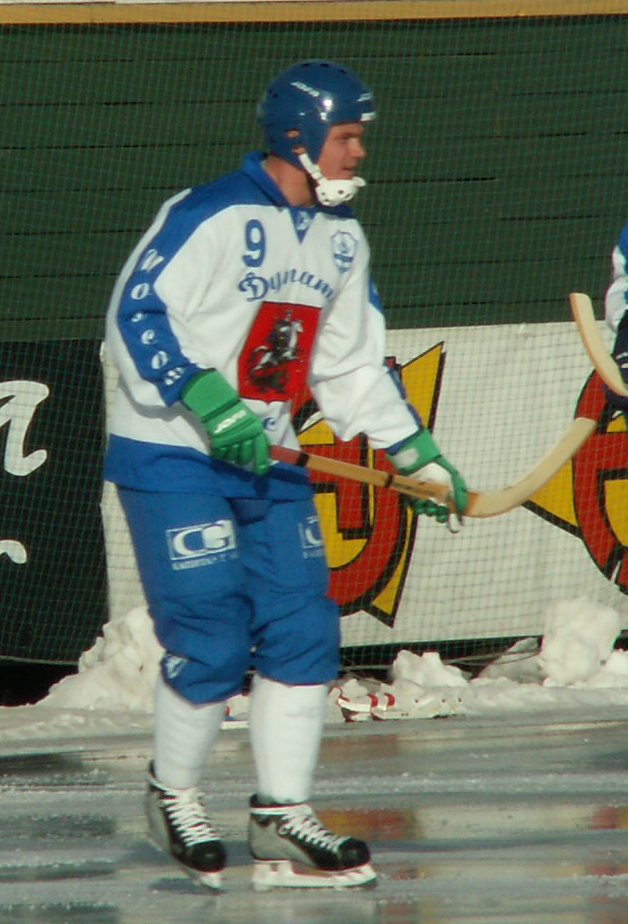
L'abbigliamento di un giocatore, in questo caso Aleksandr Tjukavin

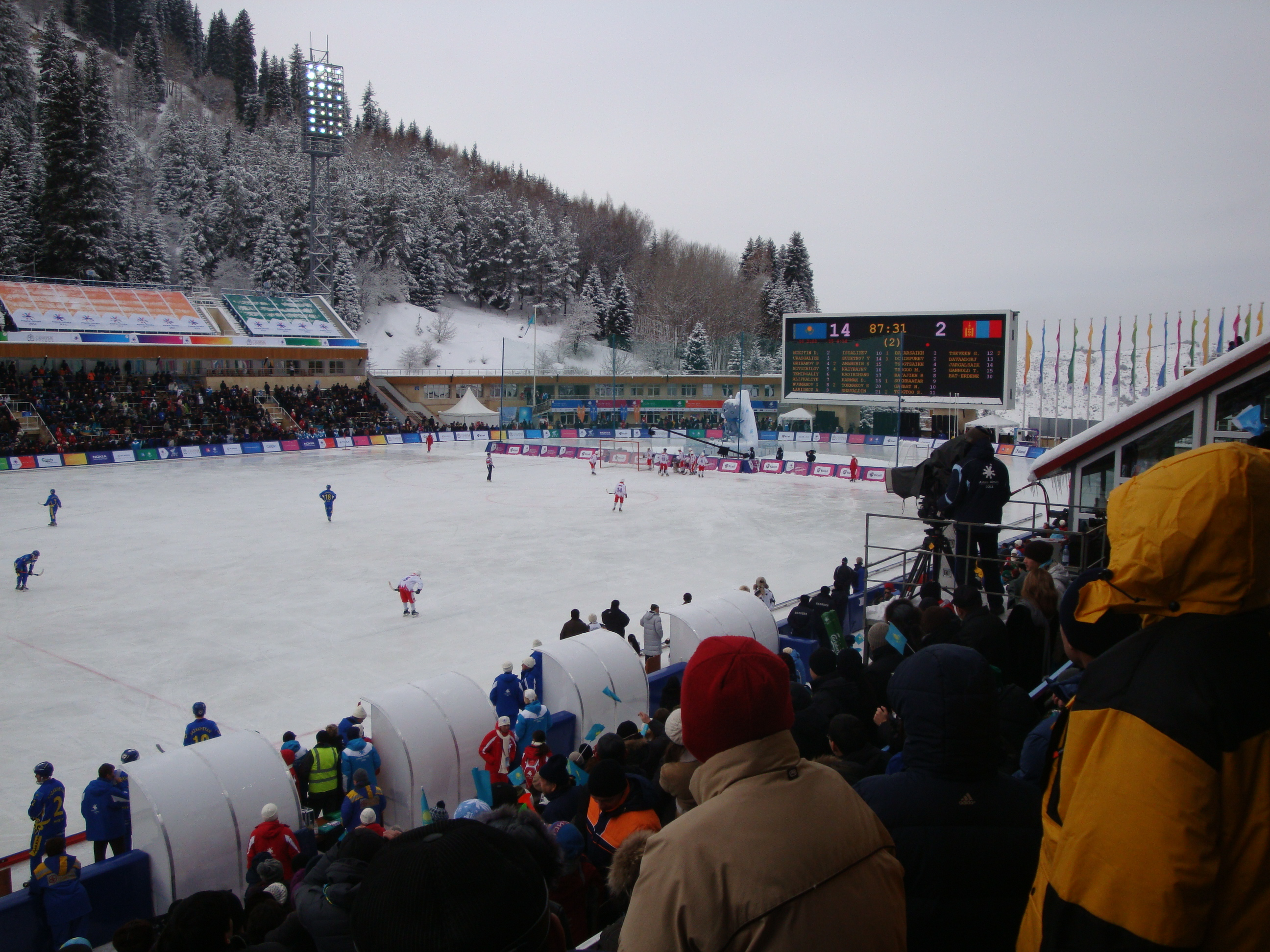
Bandy ai VII Giochi asiatici invernali

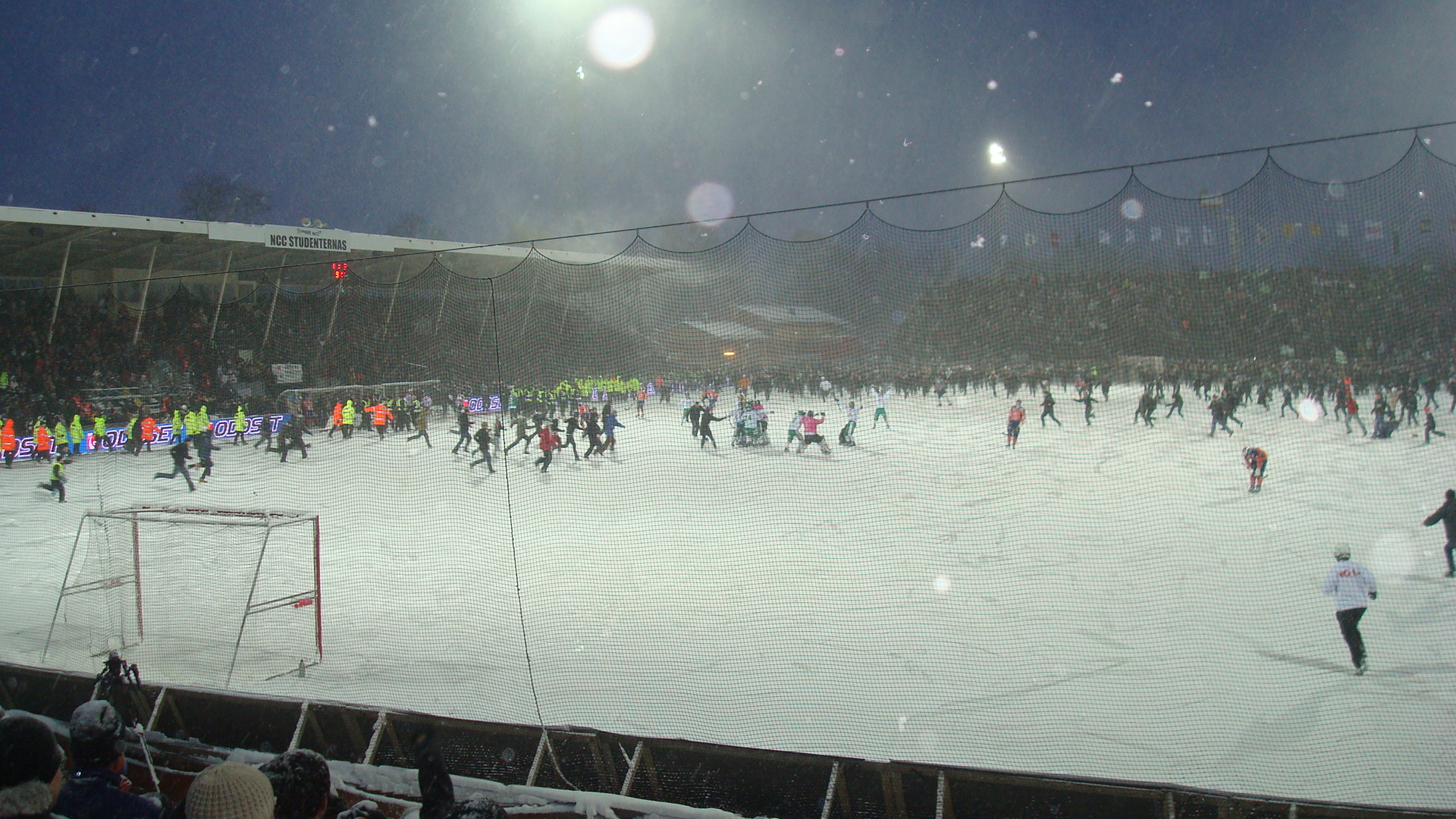
Celebrazione dello scudetto svedese

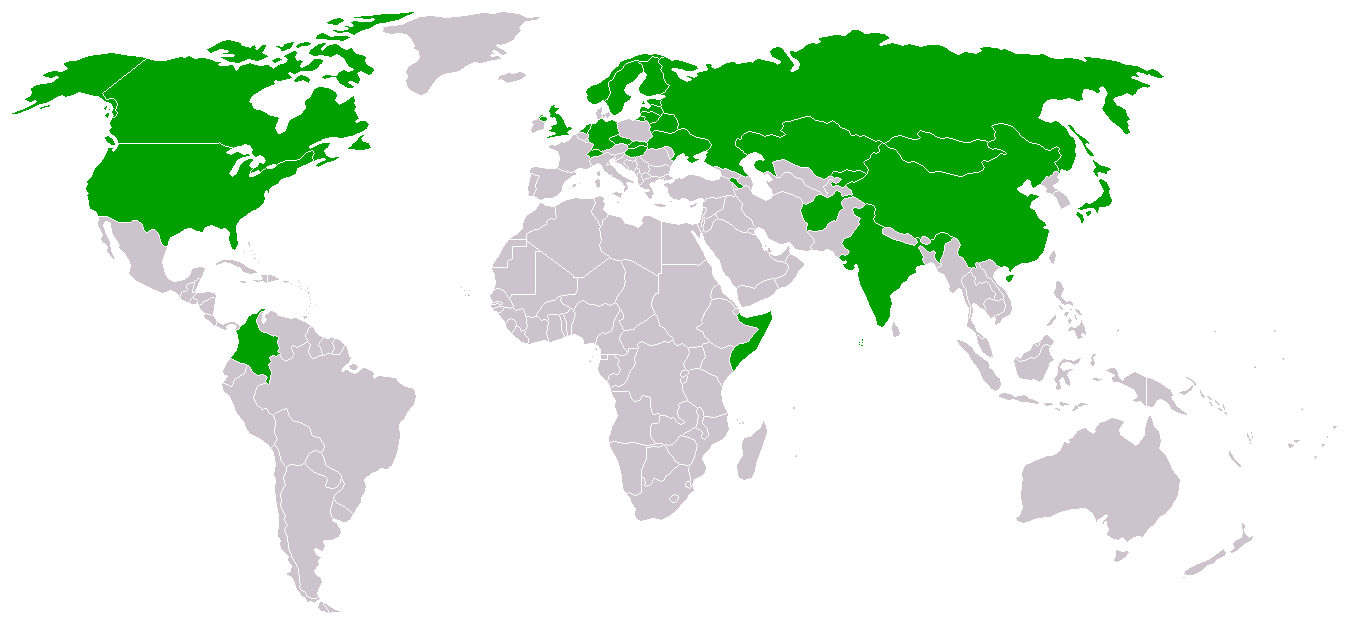
Mappa dei paesi in cui si pratica il bandy (indicati col colore verde)

Il bandy è uno sport di squadra tradizionalmente giocato nell'Europa del Nord: Russia, Svezia, Norvegia e in Finlandia, con alcune somiglianze con l'hockey su ghiaccio.
Sport dimostrativo ai VI Giochi olimpici invernali nel 1952 a Oslo, viene giocato da due squadre di undici atleti su un terreno ghiacciato delle dimensioni di un campo di calcio. Scopo del gioco è segnare un punto, lanciando una piccola palla di materiale duro, per mezzo della speciale mazza, nella porta avversaria. A differenza dell'hockey su ghiaccio il portiere gioca senza mazza e blocca con le mani.

## Descrizione

### Regolamento
Il regolamento ufficiale è composto da diciotto regole, che vengono applicate in tutte le categorie del gioco anche se con alcune modifiche nei campionati giovanili, seniores e femminili. Il Regolamento Ufficiale è disponibile sul sito della Federazione Internazionale.

### Squadre ed equipaggiamento
Ogni squadra è composta da undici giocatori, (più 4 riserve in panchina), di cui uno è il portiere. Una squadra con meno di otto giocatori non può iniziare la partita. I portieri sono gli unici giocatori autorizzati a toccare la palla con le mani e con le braccia, ma solo all'interno della loro area di rigore. I giocatori sono tenuti ad indossare un casco e una protezione per la bocca (per l'intera faccia nel caso del portiere) e ad usare un paio di pattini. Le squadre devono far sì che la loro divisa sia diversa da quella degli avversari e degli ufficiali di gara. Inoltre i pattini e i bastoni (o mazze) devono essere di un colore differente da quello della palla. Oltre alle protezioni per la faccia e la bocca, possono essere usate protezioni per le ginocchia e la gola.
Ogni squadra dispone di un numero illimitato di sostituzioni, che saranno "volanti" ossia senza che il gioco si fermi. Una riserva che entri nel terreno di gioco prima che ne sia uscito il giocatore sostituito viene punita con un'espulsione temporanea di 5 minuti.

### Ufficiali di gara
Le gare di bandy sono dirette da un arbitro, le cui decisioni sono inappellabili. L'arbitro può essere assistito da uno o due assistenti.

### Durata della gara
Una partita si compone di due tempi di gioco da 45 minuti ciascuno; il cronometro di gara non viene mai arrestato. Vi è un intervallo fra un tempo e l'altro di 15 minuti. L'arbitro è il cronometrista ufficiale della partita, e può recuperare il tempo perduto per sostituzioni, infortuni di giocatori e altre interruzioni che richiedono attenzione. Questo tempo aggiunto viene comunemente denominato "tempo di recupero" o semplicemente "recupero". In caso di parità, si procederà con due tempi supplementari di 15 minuti ciascuno, in caso di parità dopo questi si giocheranno altri due tempi supplementari, in caso di parità si andrà al golden goal, ovvero la prima squadra che segna si aggiudica la vittoria.

## Campionati del mondo

### Campionati del mondo maschili
- Finlandia 1957:  Unione Sovietica
- Norvegia 1961:  Unione Sovietica
- Svezia 1963:  Unione Sovietica
- URSS 1965:  Unione Sovietica
- Finlandia 1967:  Unione Sovietica
- Svezia 1969:  Unione Sovietica
- Svezia 1971:  Unione Sovietica
- URSS 1973:  Unione Sovietica
- Finlandia 1975:  Unione Sovietica
- Norvegia 1977:  Unione Sovietica
- Svezia 1979:  Unione Sovietica
- URSS 1981:  Svezia
- Finlandia 1983:  Svezia
- Norvegia 1985:  Unione Sovietica
- Svezia 1987:  Svezia
- URSS 1989:  Unione Sovietica
- Finlandia 1991:  Unione Sovietica
- Norvegia 1993:  Svezia
- USA 1995:  Svezia
- Svezia 1997:  Svezia
- Russia 1999:  Russia
- Finlandia/Svezia 2001:  Russia
- Russia 2003:  Svezia
- Svezia 2004: : Finlandia
- Russia 2005:  Svezia
- Svezia 2006:  Russia
- Russia 2007:  Russia
- Russia 2008:  Russia
- Svezia 2009:  Svezia
- Russia 2010:  Svezia
- Russia 2011:  Russia
- Kazakistan 2012:  Svezia
- Svezia e Norvegia 2013:  Russia
- Russia 2014:  Russia
- Russia 2015:  Russia
- Russia 2016:  Russia
- Svezia 2017:  Svezia
- Russia e Cina 2018:  Russia
- Svezia 2019:  Russia
- Russia 2020: il torneo di Division A è stato annullato il 15 settembre 2020 a causa della pandemia di COVID-19
- Russia 2021: spostato all'anno successivo a causa della pandemia di COVID-19
- Russia 2022: annullato a seguito dell'invasione russa dell'Ucraina del 2022
- Svezia 2023:  Svezia

Unione Sovietica: 14 titoli.
Svezia: 13 titoli.
Russia: 12 titoli.
Finlandia: 1 titolo.

### Campionati del mondo femminili
- Finlandia 2004:  Svezia
- USA 2006:  Svezia
- Ungheria 2007:  Svezia
- Svezia 2008:  Svezia
- Norvegia 2010:  Svezia
- Russia 2012:  Svezia
- Finlandia 2014:  Russia
- Stati Uniti 2016:  Svezia
- Cina 2018:  Svezia
- Norvegia 2020:  Svezia

Svezia: 9 titoli
Russia: 1 titolo